# Тругон
Труґон (Trugon terrestris) — вид голубових роду труґон (Trugon).

## Поширення
Знаходиться в Індонезії і Папуа Новій Гвінеї. Його природне середовище проживання це субтропічний або тропічний вологий низинний ліс (до 650 м н. р. м.).

## Поведінка
Будує своє гніздо на землі. Кладка складається з одного яйця.

## Морфологія
Довжина тіла від 32 до 36 сантиметрів. Ноги довгі. Дзьоб помітно товстий. Статевий диморфізм відсутній. Лоб світло-рожевий, в той час як верхня частина голови і шия темні, синьо-сірі. Шия і спина темно-сірі зверху, груди мають блакитний відтінок. Крила сірого кольору. Черево кремово-біле. Дзьоб темно-сірий біля основи і світлішає до кінчика.